# Valašská Polanka
Valašská Polanka là một làng thuộc huyện Vsetín, vùng Zlínský, Cộng hòa Séc.